# Politikåret 1899

## Årets händelser
- Okänt datum - Efter att Sveriges statsminister Boström gett efter för norrmännens krav i unionsflaggfrågan året innan avgår utrikesminister greve Ludvig Douglas.[1] Efterträdaren, Alfred Lagerheim, kommer att tillmötesgå norrmännens krav i unionsfrågan, vilket gör honom populär i Norge och i svenska vänsterkretsar.

## Val och folkomröstningar
- 22 september - Andrakammarval hålls i Sverige. På valdagen kritiserar författaren och poeten Verner von Heidenstam kravet på ekonomisk inkomst som ett villkor för rösträtt, i dikten Ett folk som publiceras i Svenska Dagbladet, där den mest kända passagen lyder "Det är skam, det är fläck på Sveriges banér, att medborgarrätt heter pengar".[2]

### Fotnoter
1. ↑  ”Det lyckliga tvångsäktenskapet”. Forskning och framsteg. 1 juni 2005. http://fof.se/tidning/2005/4/det-lyckliga-tvangsaktenskapet. Läst 27 februari 2015.
2. ↑  ”Heidenstam 150 år”. Gefle dagblad. 7 juli 2009. http://www.gd.se/kultur/heidenstam-150-ar. Läst 27 februari 2015.